# 河村博司
河村 博司（かわむら ひろし、 1966年9月17日 - ）は、日本の男性歌手、ギタリスト、ソングライター、ベーシスト、音楽プロデューサー、レコーディング・エンジニア。ソウルフラワーユニオンの元メンバー。

## 来歴
1966年　東大阪市に生まれる。父と姉が演歌歌手。ニューミュージックブームに触発され、小学校6年生でギターを始める。
1979年　東大阪市立長瀬中学校入学。同級生に タナカカツキ、ロビン西、多田三洋 がいる。
1988年    アマチュアバンド結成。メンバーに後のJITTERIN'JINNのドラマー、入江美由紀がいた。
1991年　ニューエスト・モデルにベーシストとして加入。
1993年　ソウルフラワーユニオンの結成に参加。
1995年　ソウルフラワーモノノケサミットに参加。阪神・淡路大震災の被災地をまわる。
1998年　元 喜納昌吉&チャンプルースのギタリスト平安隆の1stアルバム『かりゆしの月』を中川敬と共同プロデュース。初めてのプロデュース作品となる。
1999年　中川 敬と共作した「青天井のクラウン」が NHKみんなのうたに使用される。
2002年　大阪 梅田の地下街で活動していたストリートユニット CHABA のアルバム『CHABA』をプロデュース。ミキシングも手がける。
2003年　JIGENがベーシストとして加入したのを機にパートをギターに変更。
2005年　交友のあったハシケンのアルバム『青い月』を共同プロデュース。これを機に以降、パートナー的にハシケンのライブ、レコーディングを多数サポート。
2006年　40歳になったのを機に歌手としてソロ活動をスタートする。
2009年　5月21日、ソロ活動に専念するため、ソウルフラワーユニオンを脱退。但しソウルフラワー・モノノケ・サミットには参加。
2010年　ソロ活動と平行して大熊ワタルのジンタらムータや大久保由希のユニットなどにも参加する。
2017年　11月5日、ソロアルバム『よろこびの歌』をリリース。

## ディスコグラフィー
アルバム
- 2017年 11月5日　よろこびの歌

ゲスト・ミュージシャン：茂木欣一、伊藤ヨタロウ、小山卓治、白崎映美（上々颱風）、中川敬、奥野真哉、リクオ、ハシケン、うつみようこ、我那覇美奈、TSUNTA、磯部舞子　他総勢50名以上
【収録曲】
1. 渚から
2. この雨に濡れながら
3. 青天井のクラウン
4. ワルイ夢
5. ローリングビーンズ ワルツ
6. フラクタル
7. 嵐に揺れて
8. あのコと部屋とギターと
9. あなた
10. 風に乗って
11. 愛のテーマ
12. よろこびの歌
13. ウチウのテーマ
14. やわらかな時-イントロダクション-
15. やわらかな時
16. 満月の夕※ボーナストラック

## 代表的な参加作品

### ニューエスト・モデル/ソウルフラワーユニオン/ソウルフラワーモノノケサミット
- ソウルフラワーユニオン・オフィシャルHPを参照。

### ハシケン
- 2005年　アルバム『青い月』のコ・プロデュース、レコーディング、ミックス、ギターや三線などを担当。
- 2006年　ライブアルバム『Live～the Best of Best』コ・プロデュース、レコーディング、ミックス、ギターを担当。
- 2007年　アルバム『Hug』のコ・プロデュース、レコーディング、ミックス、ギター他 を担当。

### CHABA
- 2002年　インディーズ アルバム『CHABA』プロデュース、ギター、ベース、コーラス、エンジニアリング
- 2003年　インディーズ アルバム『KINEMA ROCK YUUGI』プロデュース、ギター、コーラス、エンジニアリング
- 2004年　メジャーデビューミニアルバム『青春キネマ』プロデュース、ベース、ギター、コーラス
- 2005年　セカンドシングル『到来』のカップリング曲のプロデュース、ギター、オルガン
- 2006年　サードシングル『パレード』収録の「ライムライトを走れ」プロデュース、ベース、ギター、コーラス。フルアルバム『アトリエ』一部収録曲プロデュース、ベース、ギター、オルガン

### 平安隆
- 1998年　アルバム『かりゆしの月』を中川敬と共同プロデュース。ギター、ベース、エンジニアリングなども担当。

### 桃梨
- 2006年　アルバム『MMNS歌謡祭』ギター、コーラス、エンジニアリング、コ・プロデュースなど

### シーサーズ
- 2010年　アルバム『ビリケンさん』ギター、エンジニアリングなど

### 福岡史朗
- 2010年　アルバム『朝のステーキ』収録「トカゲの尾っぽ切り」「ファッションマフィア」のギターを担当

### 山上ジュン
- 1999年　サードシングル『トオリアメ』収録「どうしよどにち」プロデュース、ギター